# フアン・シルヴェイラ・ドス・サントス
- フアン・シルヴェイラ・ドス・サントス
- ジュアン・シウヴェイラ・ドス・サントス

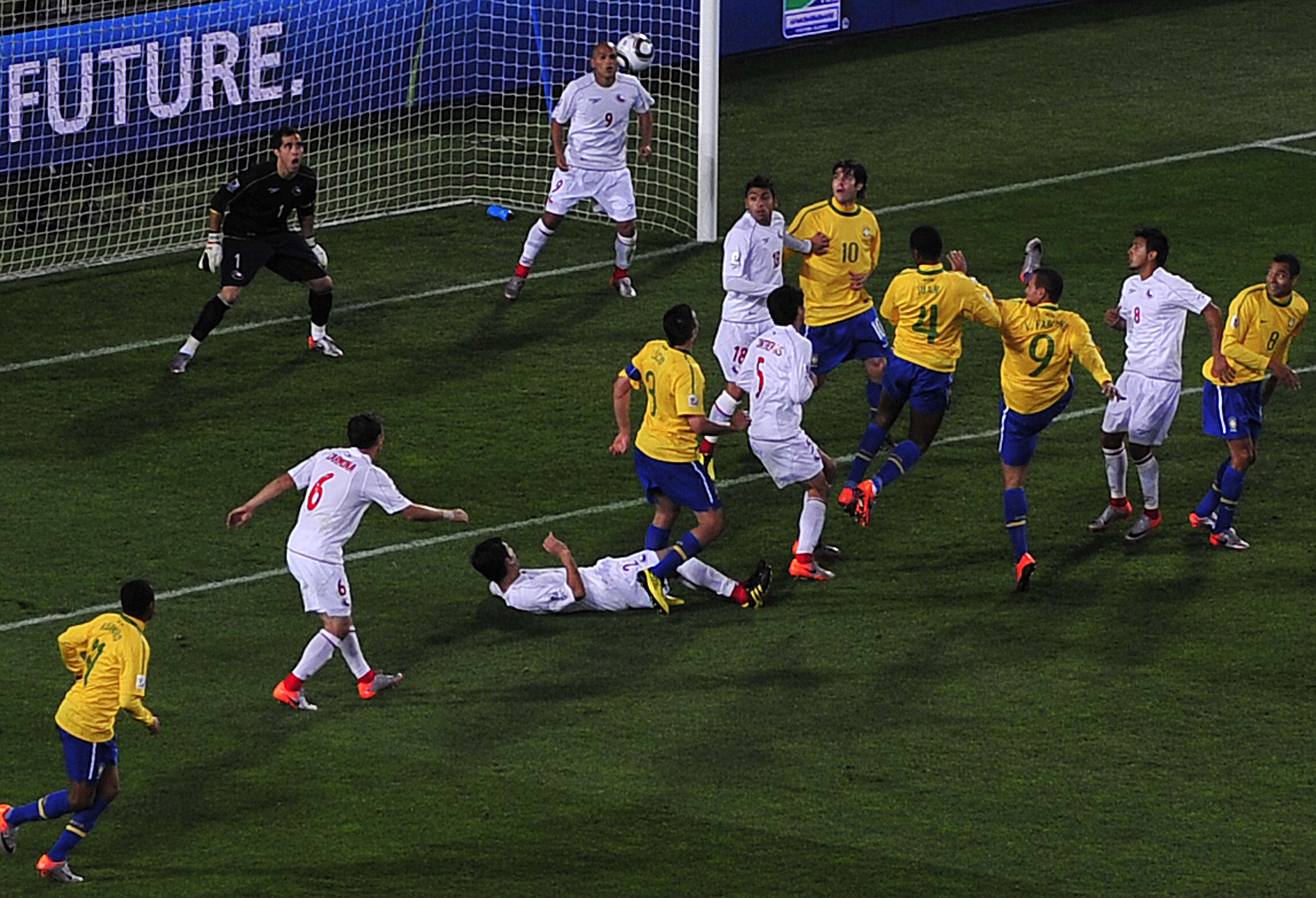
南アフリカW杯、チリ戦でのゴールシーン

フアン（Juan）ことフアン・シルヴェイラ・ドス・サントス（Juan Silveira dos Santos, ポルトガル語発音: [ʁuˈɐ̃  silˈvejɾɐ dus ˈsɐ̃tus]、1979年2月1日 - ）は、ブラジル・リオデジャネイロ州リオデジャネイロ出身のサッカー選手。ポジションはディフェンダー（センターバック）。

## 来歴
2007年夏、移籍金630万ユーロでASローマへ移籍した。2007-08シーズン、出場した試合では安定したパフォーマンスを披露しフィリップ・メクセスとともに守備陣を形成した。その一方で怪我が多く、復帰しては怪我を繰り返していた。2008-09シーズンも終盤戦に長期欠場し、出場は21試合にとどまった。
2002 FIFAワールドカップ日韓大会南米予選ではクリスと共に活躍するも、本大会ではメンバーから漏れた。2006 FIFAワールドカップドイツ大会南米予選ではルシオやクリスと熾烈な定位置争いを演じ、本大会ではレギュラーとして出場。監督がドゥンガにかわってからも、セレソンではレギュラーを守っており、ドゥンガ監督からの信頼、評価は高い。2009年のコンフェデレーションズカップではルシオとコンビを組みグループリーグ3試合に出場したものの、第3戦のイタリア戦で肉離れを起こし離脱した。2010 FIFAワールドカップでもレギュラーとして出場し、決勝トーナメント1回戦のチリ戦ではコーナーキックから先制点を挙げた。
2012年7月、ローマとの契約を解除し、SCインテルナシオナルに移籍。
2015年12月、CRフラメンゴへ復帰。
フィジカル勝負には課題が残るが、マークが固く、カバーリングにも優れている頭脳派のディフェンダー。バイエル・レバークーゼンでのロッキ・ジュニオール、ブラジル代表でのルシオとのコンビには一日の長があった。

## 代表歴

### 出場大会
- ブラジル代表
  - 2006 FIFAワールドカップ
  - 2010 FIFAワールドカップ

### 試合数
- 国際Aマッチ 79試合 7得点（2001年-2010年）[4]

| ブラジル代表 | 国際Aマッチ | 国際Aマッチ |
| 年           | 出場        | 得点        |
| ------------ | ----------- | ----------- |
| 2001         | 7           | 0           |
| 2002         | 3           | 0           |
| 2003         | 4           | 0           |
| 2004         | 13          | 1           |
| 2005         | 9           | 1           |
| 2006         | 11          | 0           |
| 2007         | 15          | 2           |
| 2008         | 5           | 0           |
| 2009         | 5           | 2           |
| 2010         | 7           | 1           |
| 通算         | 79          | 7           |

## タイトル

### クラブ
フラメンゴ
- コパ・メルコスール：1999
- カンピオナート・カリオカ：1999、2000、2001
- コパ・ドス・カンピオンイス：2001

ローマ
- スーペルコッパ・イタリアーナ：2007
- コッパ・イタリア：2007-08

インテルナシオナル
- カンピオナート・ガウショ：2013、2014、2015

### 代表
ブラジル代表
- コパ・アメリカ：2004、2007
- FIFAコンフェデレーションズカップ：2005、2009